# Schloss Katzelsdorf

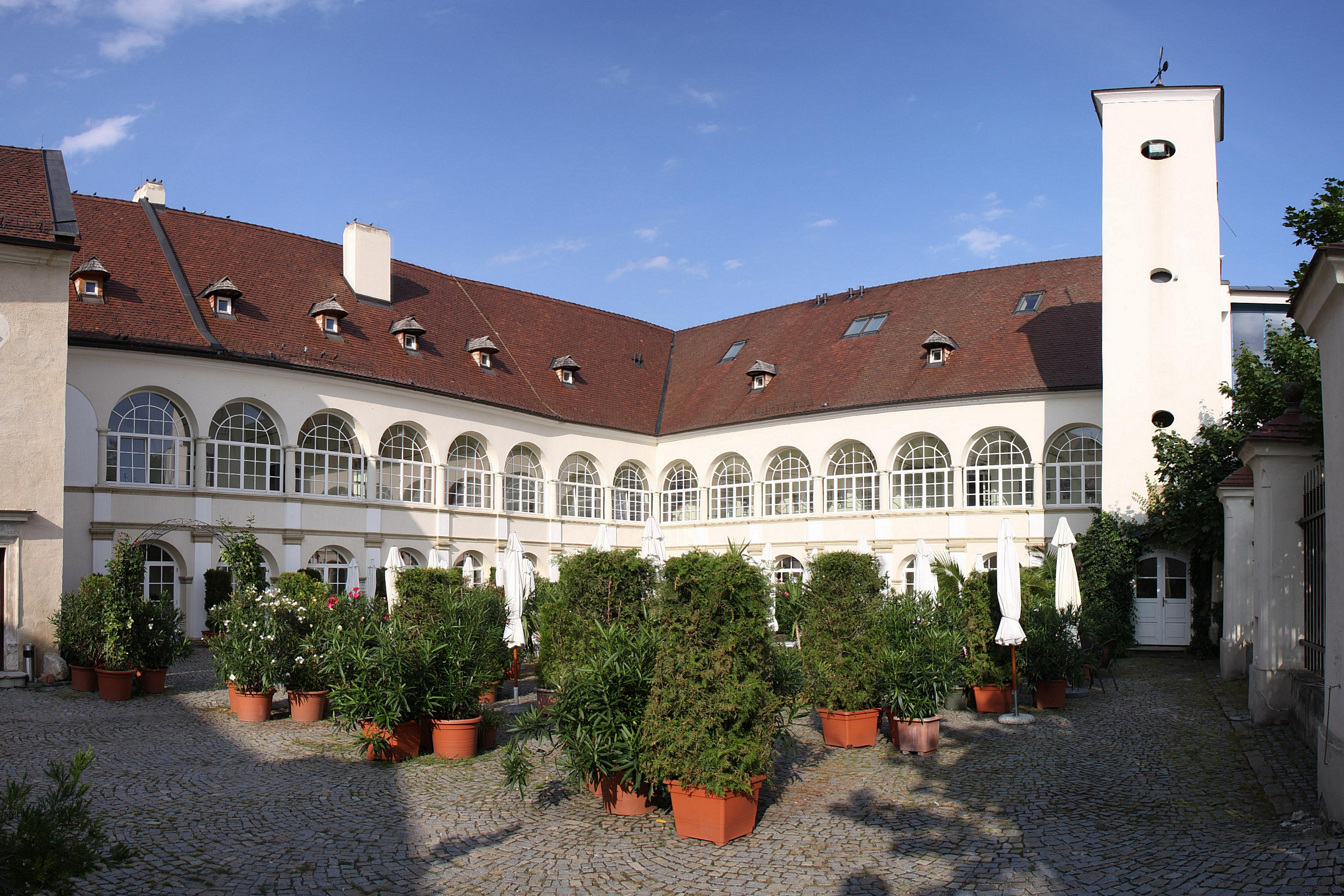
Das Schloss Katzelsdorf

Das Schloss Katzelsdorf ist ein Schloss in der niederösterreichischen Gemeinde Katzelsdorf.
Das erste Schloss wurde im 12. Jahrhundert errichtet. 1183 wird es erstmals vom Minnesänger Ulrich von Liechtenstein in seiner „Venusfahrt“ erwähnt.
Seine heutige Form erhielt das Schloss im 17. Jahrhundert von Wolf Mathias von Königsberg. Es wurde als Wasserschloss mit Bastionen an drei Ecken errichtet.
Im 19. Jahrhundert wechselten oft die Besitzer. So war das Schloss in den Jahren 1822 bis 1830 im Besitz Caroline Bonapartes, der jüngsten Schwester Napoleons. 1845 gehörte es Marie Thérèse Charlotte de Bourbon einer Tochter Marie Antoinettes.
Im Jahr 1928 erwarb Max von Freising das Schloss, der ein Gestüt und einen Rennstall einrichtete. Während des Zweiten Weltkrieges waren Soldaten im Gebäude untergebracht. In den Nebengebäuden wurde das größte Pferdelazarett der Ostfront errichtet. Während dieser Zeit und in der Besatzungszeit wurde das Schloss stark in Mitleidenschaft gezogen.
Eine Renovierung erfolgte dann durch einen privaten Besitzer, der das Schloss in den 1970er Jahren kaufte. 1993 erwarb die Gemeinde Katzelsdorf das heute denkmalgeschützte Schloss. Sie baute es mit Hilfe von Freiwilligen und Vereinen zu einem Veranstaltungs- und Seminarzentrum aus. Der Restaurantbetrieb ist verpachtet.